# Martino Pedrozzi
Martino Pedrozzi (* 1971 in Zürich) ist ein Schweizer Architekt und Akademieprofessor.

## Werdegang
Martino Pedrozzi studierte von 1990 bis 1996 Architektur an der EPF Lausanne und praktizierte bei Campi und Pessina, Tita Carloni und Livio Vacchini. Nach dem Diplom bei Mario Botta gründete er 1997 ein Architekturbüro in Mendrisio und arbeitete 1999 für 2 Monate bei Oscar Niemeyer in Rio de Janeiro. Pedrozzi leitet seit 2003 den Workshop on International Social Housing. Martino Pedrozzi lehrte an der Accademia di Architettura di Mendrisio als Gastprofessor (2016–2020) und seit 2021 als außerordentlicher Professor. Er wurde 2008 in den Bund Schweizer Architekten berufen und ist seit 2015 Vorstandsmitglied der Stiftung Teatro dell’Architetttura in Mendrisio.

## Bauwerke
- Umbau Stall, Semione
- 2008: Renovierung Hofhaus, Pregassona
- 2010: Mehrfamilienhaus, Pregassona[3]
- 2000–2015: Rekompositionen, Sceru und Giumello
- Rekonstruktion eines Stalls und der Ruine eines Stalls, Val Malvaglia
- Renovierung Wohnung, Pregassona
- Neue Kapelle von Ponte Cabbiera, Val Malvaglia
- Haus, Sonvico[4][5]
- Haus, Pregassona
- Haus, Mendrisio

## Auszeichnungen und Preise
- 1999: Anerkennung – Neues Bauen in den Alpen für Stall, Semione[6]
- 2006: Auszeichnung – Neues Bauen in den Alpen für Rekonstruktion eines Stalls und der Ruine eines Stalls, Val Malvaglia[7]
- 2008: Silberner Hase für Renovierung Hofhaus, Pregassona Ligaino[8]
- 2008: Ehrendoktortitel an der Yerevan State University
- 2016: Sonderpreis – arc award für Rekompositionen, Sceru und Giumello
- 2016: Finalist – Swiss art award für Rekompositionen, Sceru und Giumello
- 2017: Umsicht Regards Sguardi für Rekompositionen, Sceru und Giumello[9]

## Ehemalige Mitarbeiter
- Liviu Vasiu (* 1982), rumänischer Architekt und Gastprofessor

## Bücher
- mit Andrea Nardi (Hg.): Quindici anni di WISH. Workshop on International Social Housing. 2003–2017. Mendrisio Academy Press, Mendrisio 2020
- Il lido di Ascona di Livio Vacchini, Una teoria del giunto. Edizioni Casagrande, Bellinzona 2017
- Casualità e disegno, Edilizia residenziale e spazio pubblico a Lugano. Edizioni Casagrande, Bellinzona 2020
- Mini Cigarillos. Due mesi nello studio di Oscar Niemeyer. Letteraventidue, Siracusa 2020
- Perpetuating architecture. Martino Pedrozzi’s Interventions on the Rural Heritage in Valle di Blenio and in Val Malvaglia 1994–2017. Park Books, Zürich 2020 mit Beiträgen von Günther Vogt, Bruno Reichlin, Sebastiano Brandolini und Thomas Kissling